# Copidozoum canui
Copidozoum canui is een mosdiertjessoort uit de familie van de Calloporidae. De wetenschappelijke naam van de soort is, als Amphiblestrum canui, voor het eerst geldig gepubliceerd in 1935 door Sakakura.